# Evangelische Kirche Breithardt

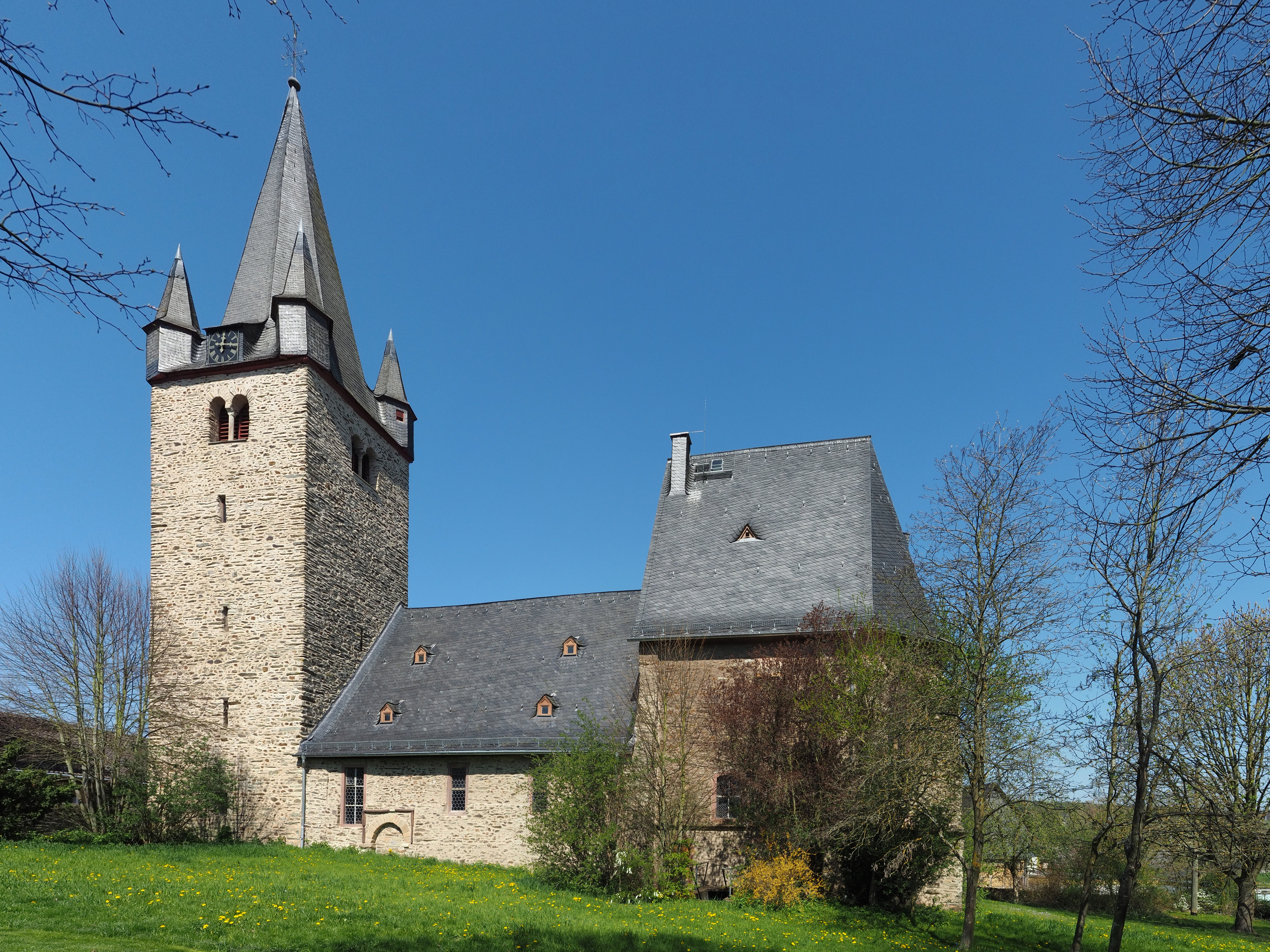
Ansicht von Südosten

Die Evangelische Kirche Breithardt ist ein Kirchengebäude im hessischen Ort Breithardt in der Gemeinde Hohenstein.

## Geschichte
Für ein hohes Alter der Breithardter Kirche sprechen drei Gründe: der romanische Baustil der ältesten Teile, der wehrhafte Charakter des Turmes und die Mittelpunktfunktion, die Breithardt bis in das 17. Jahrhundert in kirchlicher Hinsicht hatte. Letztere ersieht man aus dem ältesten Kirchenbuch von 1644, das Eintragungen aus den Filialorten Adolfseck, Born, Hennethal, Libbach, Limbach, Steckenroth, Strinz-Margarethä und Strinz-Trinitatis enthält. Breithardt war kirchenorganisatorisch ursprünglich von dem gegen Ende des 8. Jahrhunderts gegründeten Kloster Bleidenstadt abhängig.
Es spricht vieles dafür, dass die Kirche „Zum heiligen Kreuz“ zwischen 1100 und 1200 (andere Angabe: um 1200) gebaut wurde. Ein Marienaltar wurde im 15. Jahrhundert erwähnt. Die Breithardter Kirche ist die älteste der Umgebung. Ihre Funktion als Mutterkirche reicht noch weiter als die erste urkundliche Erwähnung des Ortes (1280) oder dessen Stadtrechtsverleihung (1418) zurück.

## Baubeschreibung

### Kirchturm und Kirchenschiff
Dem romanischen Stil gehört der Kirchturm an, ohne seinen Helm. Dieser ist wie das übrige Bauwerk aus in dieser Gegend abgebautem Taunusschiefer. Seine Mauerstärke (anfänglich über zwei Meter) verjüngt sich innen und dürfte in der Höhe der romanischen Doppelrundbogen einen Meter betragen. Von den schlanken Säulen in den Rundbögen sind drei gleich gearbeitet, eine vierte unterscheidet sich durch drei Wülste am Fuß. Bei Grabungen am Fundament des Turmes war zu erkennen, dass er schon einen Vorgänger gehabt haben muss.
Ebenfalls romanisch an der jetzigen Kirche ist die Südwand des Kirchenschiffs bis zu einer Höhe von circa zwei Metern; ein charakteristischer Absatz ist von außen zu erkennen. Dort befindet sich auch ein vermauertes Portal mit Rechteckrahmen, das „Borner Türchen“ genannt wird. Ausgrabungen zeigten, dass das Niveau früher mindestens einen halben Meter tiefer lag, somit könnte diese Tür einmal der einzige Eingang zur Kirche und zum Turm gewesen sein. Im Kircheninneren ist davor jetzt eine Grabplatte platziert. Ebenfalls romanisch ist auch der Chorbogen, der links (wegen der Sicht zum Altar von der Seite her) und rechts (wegen der Kanzel) in jüngerer Zeit etwas von seiner ursprünglichen Stärke hat lassen müssen. Turm, Südwand und Chorbogen (wozu dann die Apsis oder Rechteck-Chorraum gehörte) geben die Maße für den ursprünglichen romanischen Kirchenbau. Dieser war von einem elliptischen Friedhof umgeben (vergl. Tractus Charten Gemarkung Breithardt von 1786), dessen sicherlich hohe Mauser nach Osten und Süden in weiterem Abstand von der Kirche verlief.
Die Wehrkirche Breithardt bot Schutz in gefährlichen Zeiten für Mensch und Vieh (letzteres auf dem Friedhof). Der Ort selbst war wohl nie von einer Mauer, höchstens von Wall und Graben umgeben. Der Kirchturm mit seinen Schießscharten war wie ein Bergfried fast unangreifbar. Die jetzige Westtür wurde erst im 17. Jahrhundert (1675 wird angegeben; die Zahl „7“ ist noch schwach am Türsturz erkennbar) gebrochen; vorher gab es nur einen Zugang vom Kirchenschiff her. Aus der gleichen Zeit könnte das Fenster im Turm nach dem Friedhof hin sein. Der Turm hatte damals ein niedriges Pyramidendach. Der jetzige hohe Turmhelm, mit dem der Turm eine Gesamthöhe von 36 Metern erreicht, und die vier sechseckigen als Ausguck verwendeten Wichhäuschen sind aus gotischer Zeit. Die Wichhäuschen dienten auch der Brandwache.

### Chor

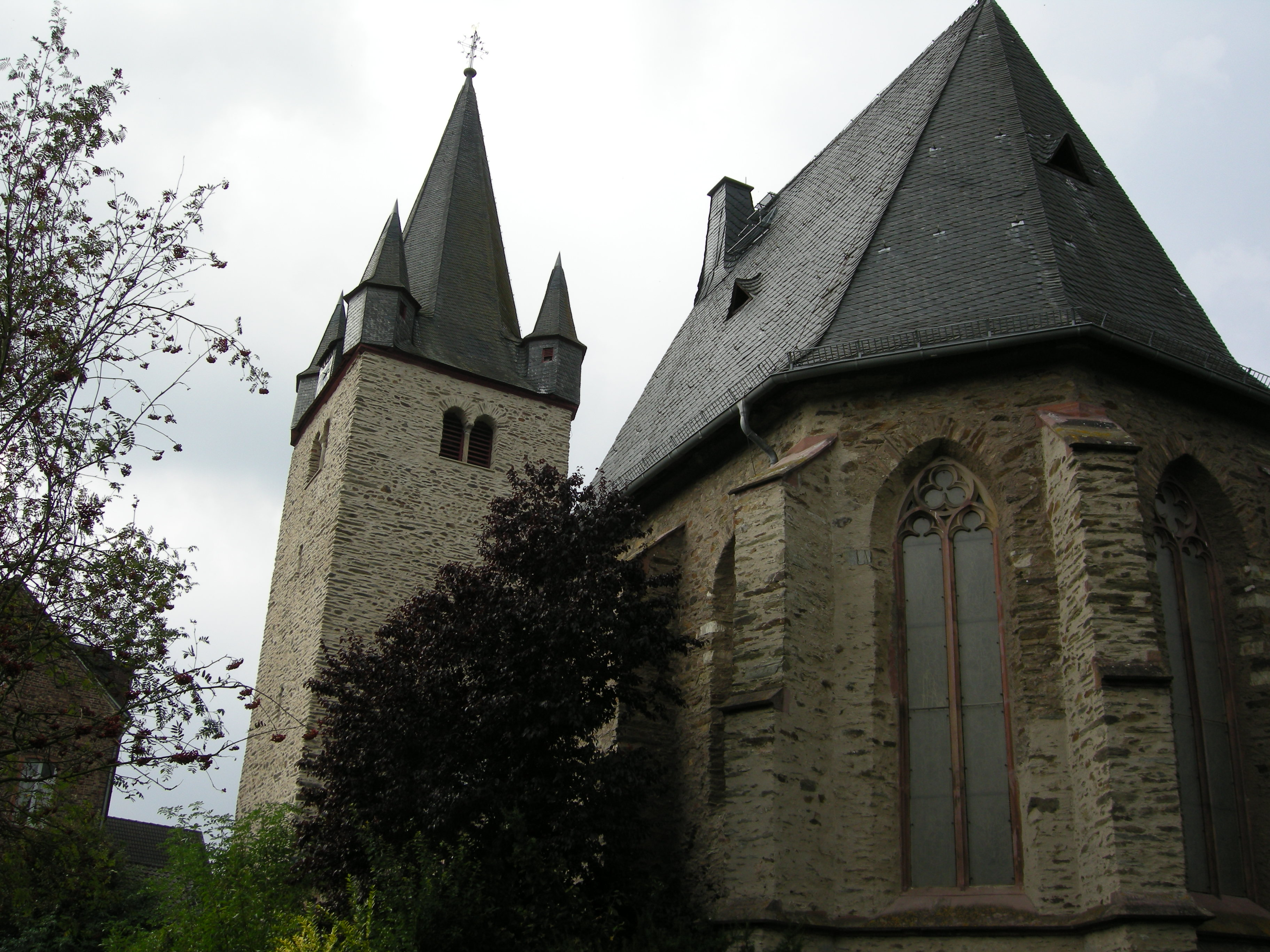
Ansicht des Chors von außen

Eine bedeutsame Veränderung der Breithardter Kirche lässt sich auf 1450 bis 1492 datieren: Es entstand der hohe spätgotische Chorraum aus einem Joch mit 5/8-Schluss. Der alte Chorraum scheint fast vollständig niedergelegt worden zu sein, nur das Sakramentshaus in einfacher Form rechts und die Piscina könnten vom alten Chor stammen. Der gesamte neue Chor, wahrscheinlich auch der neue Turmhelm wurden von Adolf von Breithardt (ca. 1420–1491), einem Breithardter Bauernsohn, der es bis zum Kanzler des Mainzer Erzbischofs Adolf II. von Nassau brachte, gestiftet. Dieser stattete auch aus seinem beträchtlichen Pfründeeinkommen andere Kirchen mit Stiftungen aus.
Das Netzgewölbe des Chores ruht auf acht Fratzen-Konsolen, Kuh-, Schweins- und Hundeköpfen. Die beiden Menschengesichter sind ausdruckslos. Zwei Schlusssteine im Zenit des Gewölbes zeigen den Nassauer Löwen und charakteristisch Kelch, Tuch und Hand über der Stelle, an der der Hochaltar gestanden haben könnte. Links und rechts sind kleine Zugangstüren zum Chorraum mit gotischen Rahmen; jene nach dem Friedhof hin war lange Zeit zugemauert, wie Bauaufnahmen von 1914 zeigen. Die Weihe des Chorraumes, die bedeutsamste bauliche Veränderung der Breithardter Kirche, erlebte hat der Stifter nicht mehr.

### Erweitertes Kirchenschiff (17. Jahrhundert)
Für die weitere Entwicklung ist in baulicher Hinsicht zweierlei auszumachen, zum einen die Zone, wo das Kirchenschiff an den Kirchturm anschließt (besonders im Dachstuhlbereich) und zum anderen die baulichen Veränderungen über dem Chorbogen. An Mauerwerk und Putz lässt sich ersehen, dass das romanische Kirchenschiff wesentlich höher als das jetzige reichte, aber nicht so breit war. Zweimal wurde dann das Kirchenschiff nach Norden verbreitert. Die zunächst freiliegenden Querbalken, die die Sicht in den hohen Giebel ermöglichten, wurden beim zweiten Mal mit Eisenspangen verlängert, was auf dem Kirchenboden zu sehen ist. Es wurden aus statischen Gründen jene mächtigen, nicht in der Symmetrie liegenden Unterzüge notwendig, die auf vier kräftigen Holzpfeilern aufliegen. Das älteste Foto der Kirche zeigt, dass die Unterzüge an ihren Enden durch schmale Lisenen zusätzlich gestützt waren. Die große Last der nun viel niedrigeren Decke, die aber einen breiteren Raum überspannte, war aufzufangen.
Die ganze Maßnahme war im Anfang des 17. Jahrhunderts wegen der angewachsenen Bevölkerung notwendig geworden; die neue Flachdecke wurde mit geometrischen Stuckornamenten versehen. In ovalen Feldern ragen Pinienzapfen (als Frucht des Lebensbaumes Symbol des Lebens und der Fruchtbarkeit) in den Raum hinein. Von der originalen Ausmalung wurden Spuren gefunden, aber noch nicht freigelegt. Auch die Unterzüge sind reich gestuckt. Bemerkenswert ist, dass das Deckendrittel über der neu gewonnenen Männerempore (nach Norden hin) unausgeziert blieb. Die wurde erst 1947, in vereinfachten Formen, nachgeholt.

## Innenausstattung
Die Orgel wurde 1834 von Conrad Embach (Rauenthal (Rheingau)) erbaut und zunächst im Chor auf einer eigens errichteten Empore aufgestellt. Dabei wurde ein vollständiger Zyklus von Wandfresken aus der zweiten Hälfte des 15. Jahrhunderts mit Szenen aus dem Neuen Testament übermalt. In den Jahren 1962–1966 wurden diese Fresken wieder freigelegt.
2003/2004 wurde der Kirchturm restauriert.